# Byrsonima crassifolia
Espèce
Classification APG II (2003)
Statut de conservation UICN

 LC  : Préoccupation mineure
Synonymes
Selon GBIF (26 février 2022)
- Brysonima coriacea (Sw.) DC.
- Byrsonima biacuminata Rusby
- Byrsonima cinerea DC.
- Byrsonima coriacea (Sw.) DC.
- Byrsonima coriacea f. typica Nied.
- Byrsonima coriacea var. swartziana Nied.
- Byrsonima cotinifolia Kunth
- Byrsonima crassifolia Lunan
- Byrsonima crassifolia Lunan ex Griseb.
- Byrsonima crassifolia f. cubensis (A.Juss.) Nied.
- Byrsonima crassifolia f. ferruginea (Kunth) Griseb.
- Byrsonima crassifolia f. kunthiana Nied.
- Byrsonima crassifolia subsp. insulata Cuatrec.
- Byrsonima crassifolia subsp. lanceolata Cuatrec.
- Byrsonima crassifolia var. cinerea (Poir.) Nied.
- Byrsonima crassifolia var. jamaicensis Urb. & Nied.
- Byrsonima crassifolia var. lanceolata Cuatrec.
- Byrsonima crassifolia var. moureila (Aubl.) DC.
- Byrsonima crassifolia var. peruviana Nied.
- Byrsonima crassifolia var. spruceana Nied.
- Byrsonima crassifolia var. typica Nied.
- Byrsonima cubensis A.Juss.
- Byrsonima cumingiana A.Juss.
- Byrsonima fagifolia Nied.
- Byrsonima fendleri Turcz.
- Byrsonima ferruginea Kunth
- Byrsonima ferruginea var. moureila Benth.
- Byrsonima jamaicensis Urb. & Nied.
- Byrsonima karwinskiana A.Juss.
- Byrsonima lanceolata DC.
- Byrsonima laurifolia Kunth
- Byrsonima laurifolia var. guatemalensis Nied.
- Byrsonima montana Kunth
- Byrsonima moritziana Turcz.
- Byrsonima moureila Aubl.
- Byrsonima moureila Loudon
- Byrsonima panamensis Beurl.
- Byrsonima pulchra DC.
- Byrsonima rhopalifolia Kunth
- Byrsonima rufescens Bertol.
- Byrsonima spruceana Kralik, 1897
- Byrsonima spruceana Nied.
- Byrsonima spruceane Nied.
- Malpighia cinerea Poir.
- Malpighia coriacea Sw.
- Malpighia cotinifolia Spreng.
- Malpighia crassifolia L. - Basionyme
- Malpighia lanceolata Poir.
- Malpighia laurifolia Spreng.
- Malpighia montana Spreng.
- Malpighia moureila Aubl.
- Malpighia pulchra (Moc. & Sessé)
- Malpighia rhopalifolia Spreng.
- Malpighia rufa Poir.

Byrsonima crassifolia est une espèce de plantes à fleurs dans la famille Malpighiaceae (famille de l'acérola). Elle est appréciée pour son petit fruit jaune fortement parfumé (arôme de fruit et de fromage rance).

En Guyane, on le connaît sous les noms de Prunier, Prunier savane, Coumaté, Morossif (Créole), Palãlã ka'a (Wayãpi), Mariuβra (Palikur), Mule:i (Kali'na), Murici, Muruci (Portugais).
Sont employés également les noms de : Maurissi, Moureiller des Caraïbes, Moureiller des savanes, Morissi dans les Antilles, et Quinaquina des savanes en Français.
Au Suriname, il se nomme Moeleidan, Moeréiran, Moeléi, Moerei, Moelehi (Carib), Hori, Hoelia, Horia (Arawak), Sabana kwarie, Moeli, Moeléi (Sranan tongo), Savanna kwarie (Hollandais du Suriname), Sabana mangue (Saramaka).
En Espagnol, il porte les noms de Chaparro peralejo (Esp), Crabo, Nancito, (Bélize), Maricao cimarron, Peralejo blanco  (Porto Rico), Nance (Cuba, Honduras, Panama), Nance blanco (Panama), Nanche (Mexique), Nancite (Nicaragua, Salvador), Nantze, Tapal (Guatemala), Savanna serette (Trinidad), Peralija (Colombie), Chaparro de chinche, Chaparro de sabana, Chaparro, Chaparro manteco , Manero, Manteco, Manteco sabanero (Venezuela), Indano, Nanci, Yoco, Chaparro, Maricas, Chaparro manteca, Chaparro de sabana, Marushi, Cimarron, Nancite, Changugo, Paralejo (dans les pays amazoniens hispanophones).
En Anglais c'est Golden spoon, Nance bark, Nance, wild cherry.
Au Brésil, il s'appelle aussi Cangica, Murici, Muruci, Murici-do-campo, Murici-da-praia, Murici-pitanga, Marajoara, Murici do campo .

## Description
Byrsonima crassifolia est un arbuste ou un petit arbre haut de (0,8–)1–8(–10) m, pour 30 cm de diamètre.
Le tronc et les branches sont plus ou moins tordus, à l'écorce sillonnée.
Le bois est assez lourd (densité : 0,63-0,90) à 10 à 25 vaisseaux par mm², plutôt petits (90 à 130 µm) et avec des ponctuations intervasculaires fines (5 à 6 µm).
Les rameaux sont minces (jusqu'à 3 mm de diamètre), cylindriques, tomenteux-roussâtres.
Les branches sont cylindriques, glabres, grises, jusqu'à 5 mm de diamètre.
Les entre-nœuds sont longs de 0,5 à 6 cm, souvent réduits à l'extrémité des rameaux.
Les poils sont en forme d'aiguille de boussole, avec des branches presque droites ou légèrement flexueuses, longes de 400 à 600 μm pour 25-50 μm de diamètre, sur un mince "pied" long de 500-600 μm.
Les feuilles sont simples, opposées, entières.
Les stipules sont longues de 2–3(–5) mm, complètement lisses et connées, veloutées, persistantes, épaisses, et de forme ovale ou ovales-lancéolée.
Les pétioles sont longs de 5–13(–25) mm, légèrement velus ou glabres.
Le limbe des feuilles est de taille et de forme variable, les plus grandes mesurant (3)6,5–11(–20) × (2)3–6,5(–15) cm (L/1 = 1,5 à 2), de forme large elliptique, ovale ou obovale, à apex aigu ou plus ou moins brièvement acuminé ou légèrement obtus, à base obtuse à légèrement aiguë légèrement décurrente sur le pétiole, luisant sur le dessus, coriace à cartacé, velues-roussâtres chez les jeunes feuilles, devenant glabres sur le dessus (sauf le long de la nervure médiane), velues à glabrescentes dessous, à marge révolute.
La nervure médiane est légèrement proéminente sur le dessus, fortement proéminente en dessous.
On compte 7-10 paires de nervures secondaires, proéminentes, arquées à la marge.
Les nervures tertiaires sont densément réticulées.
L'inflorescence est une grappes (racème) ou une pseudo-grappe terminale, pédonculée, velue-roussâtre, longue de 4 à 12,5 cm, et porte de nombreuses fleurs.
Les bractées et bractéoles (1-3 sur des pédoncules longs de 0-4 mm) sont de forme linéaire-lancéolée, triangulaire ou ovale, aiguë, caduques lors de la fructification, longues de 1-3 mm, velues à l'extérieur, presque glabres à l'intérieur.
Les pédicelles velus sont courbés lors de la fructification, longs de 7-12 mm.
Les fleurs sont hermaphrodites, de 1-2 cm de diamètre, de couleur jaune virant au rouge.
Le pédicelle est velu et long de 7 à 12 mm.
Le bouton floral est ovoïde, long de 5 mm.
Les 5 sépales sont de forme ovale, longs de 3 à 5 mm, glabres ou rarement légèrement tomenteux sur la face supérieure (adaxiale), dressés ou légèrement recourbés au sommet, portant des glandes glabres, de forme oblongue, et longues de 2 à 3 mm.
Les 5 pétales sont de couleur jaune (devenant rougeâtres), glabres, concaves, de forme orbiculaire-réniforme, à marge presque entière, mesurant de 5 à 9 mm de diamètre, et portés par une griffe longue de 3 à 5 mm.
Le cinquième pétale est aplati, à tranches irrégulières, et long de 3 à 4 mm, dépourvu de glandes.
On compte 10 étamines fertiles, presque égales, exsertes.
Les filets sont glabres (sauf à la base), longs de 2-3 mm, à peine connés à la base.
Les anthères sont de forme linéaire ou oblongue, pileuses, avec peu ou beaucoup de poils étalés.
Le connectif égale les loges ou les dépasse jusqu'à 0,2(–0,4) mm.
L'ovaire est subglobuleux, glabre à densément tomenteux.
Les styles sont recourbés au sommet (pour les juvéniles), glabres, aussi longs que les étamines.
Le fruits est une drupe globuleuse, comestible de saveur aigre, verte devenant jaune à maturité, de (4)8–10 mm de diamètre (séchés), glabre ou légèrement tomenteuse.
L'exocarpe peu épais et charnu entoure un noyau (endocarpe ) rond, ligneux verruqueux ou côtelé, divisé en 3 loges (1 ou 2 par avortement),,,.

## Taxonomie
Byrsonima crassifolia est extrêmement variable dans son aire de répartition, et est notamment sujet à l'hybridation avec Byrsonima verbascifolia (ces hybrides ont des entre-nœuds allongés, les feuilles courtes avec des pétioles non ailés et de petites bractées).
Selon GBIF (27 février 2022), il existe deux formes dans l'espèce Byrsonima crassifolia :
- Byrsonima crassifolia f. crassifolia
- Byrsonima crassifolia f. ferruginea Nied., 1901

## Répartition
Byrsonima crassifolia est présent depuis le Mexique tropical jusqu'au nord de l'Amérique du sud (Colombie, Venezuela, Guyana, Suriname, Guyane, Brésil, Bolivie, Paraguay), en passant par les Antilles.

## Écologie
Byrsonima crassifolia est un petit arbre héliophile, résistant au feu, qui pousse dans les savanes, les bosquets de savanes, les forêts secondaires et sur les inselbergs (commun dans les savanes au Venezuela, autour de 50–1 300 m).
Byrsonima crassifolia fleurit et fructifie presque toute l'année dans les savanes hautes en Guyane.
L'écologie, le système racinaire, la transpiration annuelle, etc. de Byrsonima crassifolia ont été étudiées. L'excès d'eau dans le sol crée des conditions anaérobies qui retardent l'absorption d'eau dans les racines et provoquent une chute de la transpiration chez Byrsonima crassifolia.
Le rôle de la composition lipidique des fleurs de Byrsonima crassifolia dans l'attrait des abeilles Centris (Apidae) a été étudié.
Byrsonima crassifolia se multiplie par semis des graines. Son itinéraire cultural a été décrit.
La viabilité des graines de Byrsonima crassifolia a été étudiée.
Les fruits de Byrsonima crassifolia présentent une grande variation de qualité (acidité du jus, solides solubles totaux, couleur de la peau, taille). Aussi des paramètres ont été définis pour faciliter la sélection variétale.

## Utilisation
- Plante alimentaire.

Byrsonima crassifolia est occasionnellement cultivé (semi-domestiquée) pour ses fruits comestibles, dans les vergers du nord du Brésil, notamment dans le Pará.
Les fruits de Byrsonima crassifolia sucrés, atringeants, plutôt acides et parfumés sont comestibles, et appréciés en Amérique centrale et au Brésil. Ils sont traditionnellement consommés crus, sous forme de jus rafraîchissants.
Les fruits sont vendus sur les marchés traditionnels du Nord du Brésil, conditionnés dans des bouteilles en PET, avec de l'eau (avec ou sans sucre), et se conservent ainsi jusqu'à 40 jours.
Les fruits peuvent aussi être transformés de diverses manières : pour des plats salés (soupes ou garniture de viande), et pour les desserts, particulièrement les sorbets (grâce à sa bonne teneur en lipides). Ils sont aussi traditionnellement macérés dans la cachaça et pour fabriquer liqueurs, ou des boissons fermentées (ex : chicha du Panama).
La pulpe représente 75 % du poids du fruit (64 % de chair et 11 % de peau comestible également). Il y a 10 % d'huile dans sa graine et 20 % dans la pulpe. Aussi ces fruits sont également utilisés pour produire un "beurre" comestible.
Les fruits sont riches en caroténoïdes, en particulier en xanthophylles à forte activité antioxydante.

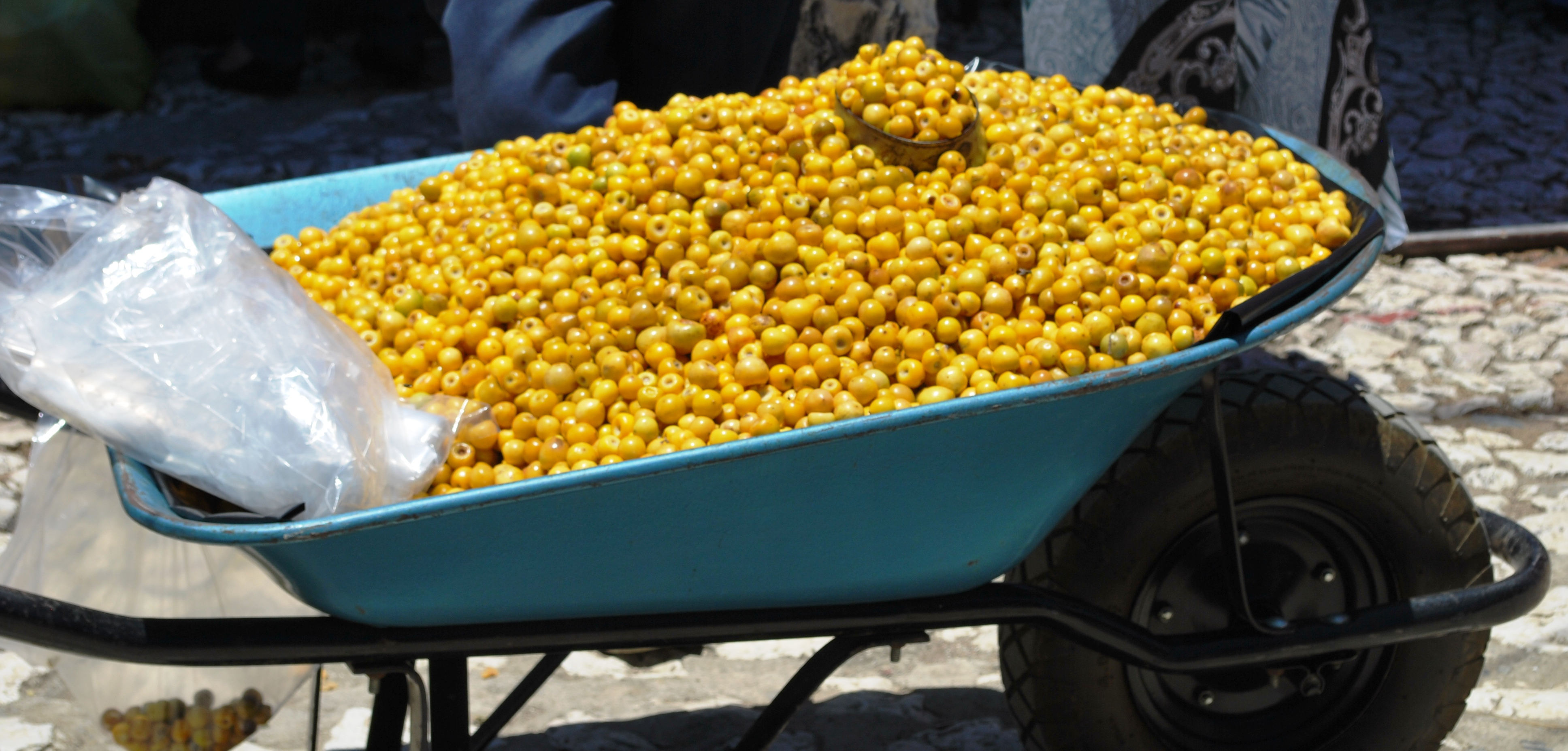
Fruits de Byrsonima crassifolia sur le marché d'Ixcateopan (Guerrero, Mexique)
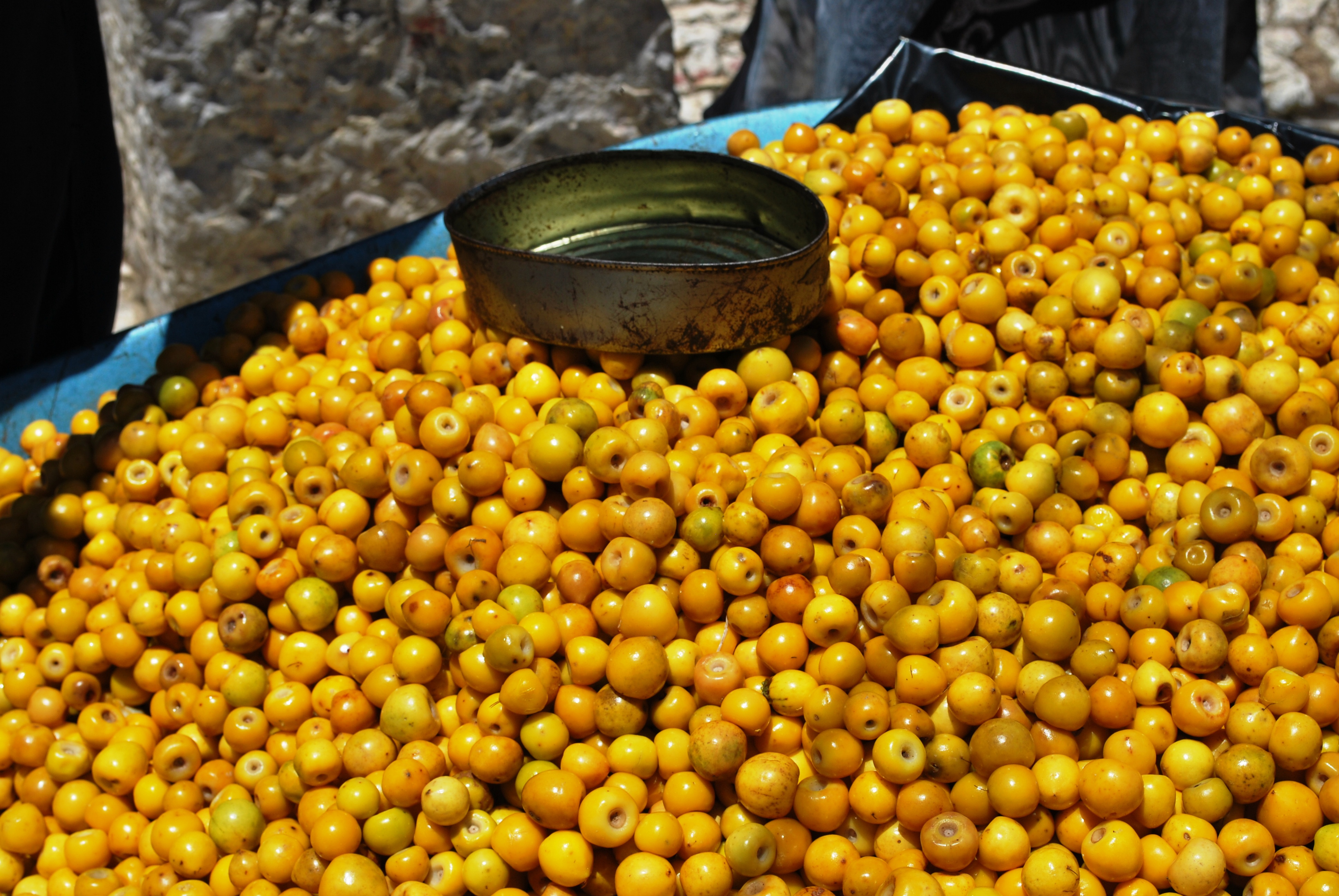
Tas de fruits de Byrsonima crassifolia
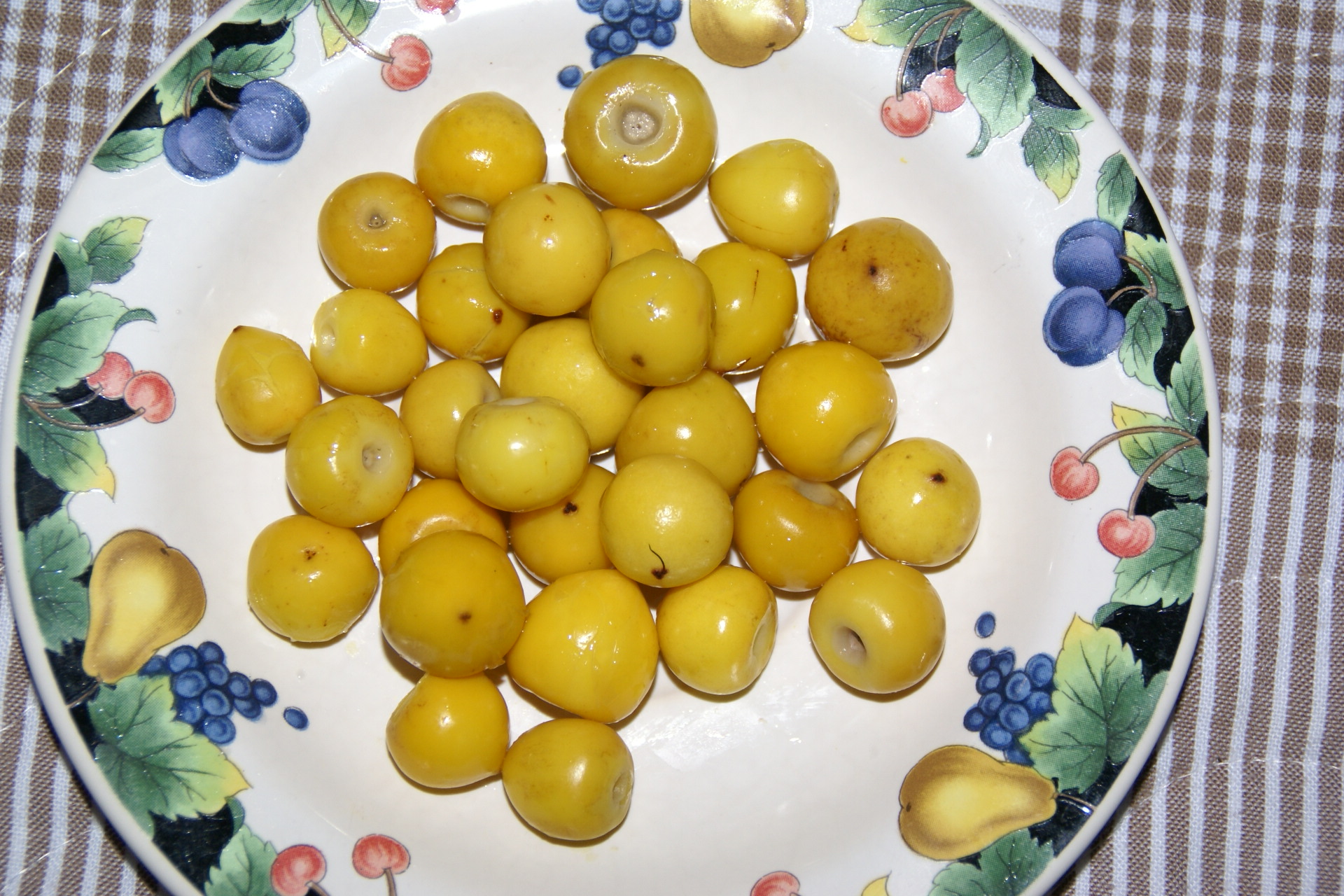
Fruits de la Byrsonima crassifolia

- Plante tinctoriale.

Le jus du fruit vert de Byrsonima crassifolia devient noir en s'oxydant à l'air libre et est utilisé comme colorant. De l'écorce et des fruits s'extrait un colorant brun clair, utilisé pour teindre les tissus en coton au Guatemala.
En Guyane, chez le Palikur, l'écorce de Byrsonima (plusieurs espèces peuvent être utilisées) est battue, puis mise à macérer et reposer dans l'eau froide pendant une nuit. Le liquide alors de couleur rouge est bouilli jusqu'à épaississement. Durant cette phase divers adjuvants sont ajoutés : feuilles d'un manioc sauvage (Kiniki amatmadgene), argile grise, concrétions terreuses du nid des fourmis-manioc, ou de l'urine. Le colorant final, de couleur noire ou rouge brun selon l'espèce, sert à teindre palangres, poteries, sculptures en bois, bancs et calebasses.
Les créoles s'en servent aussi pour teindre les calebasses.
- Plante pour tannage.

L'écorce astringente de Byrsonima crassifolia contient entre 10 et 25 % de tanins puissants utilisés pour le tannage.
- Plante ornementale.

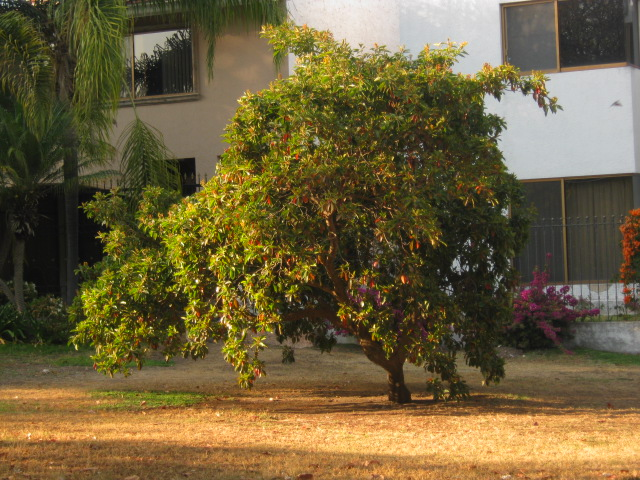
Pied de Byrsonima crassifolia planté comme ornemental

Dans certains pays d'Amérique centrale et en Floride, Byrsonima crassifolia est cultivé comme plante ornementale pour sa belle floraison jaune.
- Plante médicinale.

Byrsonima crassifolia est un antidiarrhéique servant à lutter contre les troubles gastro-intestinaux (grâce à sa teneur en tanins) en Amérique centrale.
L'infusion d'écorce sert pour soigner la diarrhée chez les indigènes de la province de Lamas dans les forêts d'altitude au Pérou.
L'écorce et la tige de Byrsonima crassifolia présentent des effets antibactériens sur Salmonella typhi et Shigella flexneri (entérobactéries pathogènes),. Les composés à l'origine de ces propriétés ont été étudiés.
Les extraits de feuilles et d'écorce de Byrsonima crassifolia présentent des activités antifongique in vitro contre certains champignons pathogènes : Candida albicans, Epidermophyton floccosum, Microsporum canis, M. gypseum, Trichophyton mentagrophytes et T. rubrum,,.
Byrsonima crassifolia sert à préparer un remède traditionnel contre la maladie de Chagas au Guatemala : les effets d'extraits de feuilles sur le protozoaire Trypanosoma cruzi ont été démontrés in vitro sur ses formes trypomastigotes et épimastigotes.
Byrsonima crassifolia sert à soigner la toux et des morsures de serpent en Amérique centrale, les maux de gorge ou la dysenterie dans diverses régions d'tropicale.
Chez les indigènes de la province de Lamas dans les forêts d'altitude au Pérou, l'écorce de Byrsonima crassifolia grattée et pulvérisée, est utilisée comme agent cautérisant et hémostatique.
Les indigènes d'Amazonie utilisent les infusions ou la décoction d'écorce, comme fébrifuge, bronchodilatateur, astringent, anti-inflammatoire, expectorant et antidiarrhéique, ce qui pourrait être lié à sa composition : alcaloïde de type phénanthroindolizidine, divers composés phénoliquess, en plus des tanins et des amidons.
En Guyane, les Créoles de la région d'Iracoubo l'emploient comme nettoyant et remède efficace des ulcères.
L'écorce de Byrsonima crassifolia macérée dans l'eau fraîche pendant plusieurs heures, est un remède Palikur bu contre la diarrhée et la décoction d'écorce sert à préparer un bain défatigant après l'accouchement des femmes.
L'emplâtre d'écorce ou de racine sert à guérir blessures et brûlures chez les Tiriyó.
L'écorce est considérée comme tonique, fébrifuge et efficace contre la tuberculose dans l'Amazonie brésilienne. Les propriétés anti-inflammatoires de cette écorce ont été testées.
Sur le marché de Manaus est vendue Byrsonima chrysophylla Kunth, (espèce proche), pour un traitement contre les hémorroïdes et comme anti-inflammatoire.
L'extrait de ses fruits contient des composés phénoliques et présentent un potentiel antioxydant in vitro, et des effets protecteurs contre la toxicité du radical peroxyle sur les érythrocytes humains.
Byrsonima crassifolia a été utilisée en médecine traditionnelle pour le traitement de certaines maladies mentales, vraisemblablement en raison des flavonoïdes qu'il contient. Une étude a évalué ses propriétés anxiolytiques, anticonvulsivantes, d'antidépresseurs, sédatives, ainsi que sa toxicité.
Les extraits de feuilles présentent des effets secondaires chez le rat : diminution de l'activité motrice, analgésie légère, tonus du dos, énophtalmie, ptosis palpébral réversible, blanchiment des oreilles, Robichaud positif, catalepsie (éveillé) et forte hypothermie.
Les propriétés anti-hyperglycémiques, anti-hyperlipidémiques et anti-glycation des fruits et graines de Byrsonima crassifolia a été étudiée sur des rats diabétiques.
- autres utilisations.

Dans l'industrie agro-alimentaire, l'extrait de Byrsonima crassifolia augmente la stabilité des nanoparticules de chitosane et diminue leur activité antifongique in vitro. L'enrobage pré-récolte préserve la qualité physique du poivron jusqu'au stockage, améliore sa capacité antioxydante et augmente la teneur en métabolites secondaires dans les fruits.
Les propriétés antioxydantes et antifongiques de Byrsonima crassifolia ont été étudiées dans la perspective d'une utilisation pour le contrôle des phytopathogènes du sol.

### Chimie
Le tronc de Byrsonima crassifolia contient des tanins condensés : deux procyanidols trimères, cinq procyanidols dimères, et trois procyanidols monomères.
Les feuilles de Byrsonima crassifolia renferment des triterpènes (bétulinaldehyde, bétuline, acide bétulinique, acide oléanolique, ursenaldehyde), des stérols (sitostérol, glucoside de sitostérol), 4 acides aminés (alanine, acide aspartique, proline, valine), 2 acide aminé non protéinogène (acide pipécolique, acide 5-hydroxypipécolique), des flavonoïdes, catéchol, épicatéchol (flavane-3-ol) guaijavérine, hypérine, quercétol.
Dans ses feuilles et dans son écorce ont isolés des glycolipides et des slilphonoglycolipides,.
Le fort arôme de fromage fruité et rance de ses fruits a été analysé : il a pour origine le butanoate d'éthyle (fruité, sucré), l'hexanoate d'éthyle (fruité), le 1-octène-3-ol (arôme de champignon), l'acide butyrique (rance, fromage), l'acide hexanoïque (piquant, fromage) et l'alcool phényléthylique (floral).
L'arôme de fromage beurré et huileux de ses graines est lié et leur teneur en acides linoléique, oléique, stéarique et palmitique,.
Des procyanidines, des épicatéchines et de l'acide gallique ont été isolés dans l'écorce de Byrsonima crassifolia.

## Protologue

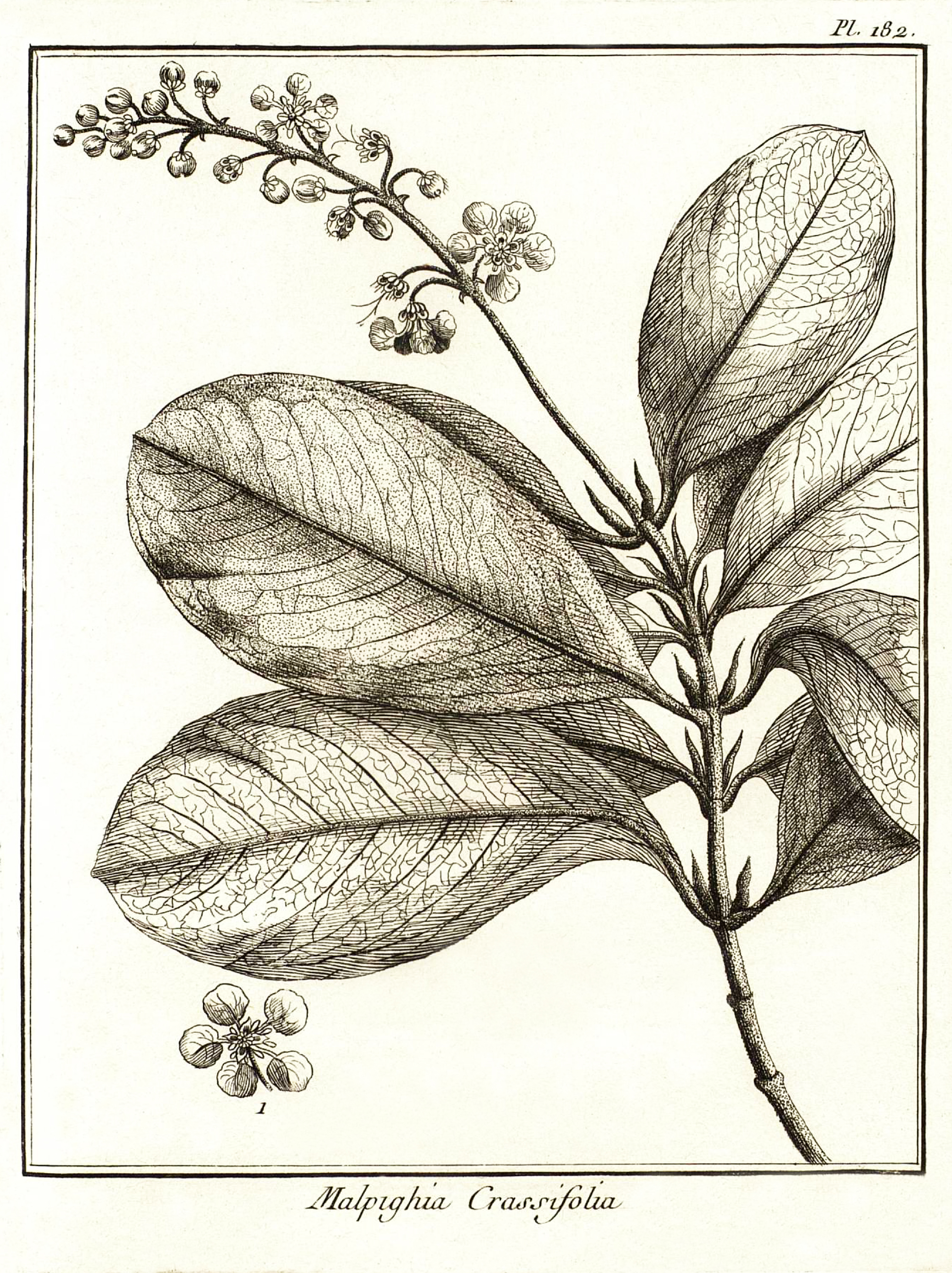
Byrsonima crassifolia par Aublet (1775)
Planche 182 : 1. Fleur épanouie.

En 1775, le botaniste Aublet a décrit cette espèce sous deux noms différents Malpighia crassifolia et Malpighia moureila, dont les protologues sont les suivants :

« MALPIGHIA (craſſifolia) foliis ovatis, integerrimis, ſubtùs tomentoſis, racemis terminalibus. Lin. Spec. 610. ( Tabula 182.) 
Malpighia latifolia, cortice ſanguineo. Barr. Franc. Æquin. 71. 
Arbor trunco ſexpedali & ampliùs, in ſummitate ramoſo ; ramis undique ſparſis; ramulis foliolis. Folia oppoſita, ovata, craſſa, ſubrigida, integerrima, ſupernè glabra, viridia, pilis utrinque acutis, declinatis, media ſui parte affixis conſperſa, infernè tomentofa, rufeſcentia, brevi petiolata. Stipule binæ, oblongæ, acutæ, villoſæ, ad baſim ſinguli petioli. Flores in ſpicam longam terminalcm diſpoſiti : pedunculus riorum, ad baſim duabus ſquamulis munitur. Corolla lutea. Fructus ; bacca globoſa, villoſa, ſubviridis, unilocularis. Semina tria, acuminata, extus convexa, rugoſa.
Florebat, fructumque ferebat Septembri.
Habitat in pratis Caiennæ & Guianæ ſupra. montem Serpent dictum.
Nomen Caribæum MOUREILA.

LE MOUREILLER de montagne. (PLANCHE 182.)
Le tronc de cet arbre s'élève de cinq à ſix pieds & plus, ſur environ huit pouces de diamètre: ſon écorce eſt rouſſâtre, ridée & gerſée, ſon bois eſt rougeâtre. Il pouſſe à ſon ſommet pluſieurs branches qui s'élèvent & ſe répandent en tous ſens ; elles portent des rameaux garnis de feuilles oppoſées, ovales, obtuſes, vertes en deſſus, & couvertes de poils roides, aigus, couchés & arrêtés par leur partie moyenne. Elles ſont chargées en deſſous d'un duvet court & rouſſâtre. Leur pédicule eſt court, accompagné de deux longues stipules rouſſâtres, velues & aiguës. Il eſt convexe en deſſous, applati en deſſus, & renflé à ſa baſe.
Les fleurs naiſſent ſur de longs épis à l'extrémité des rameaux ; elles ſont ſolitaires, ou bien deux ou trois enſemble, chacune ſur un pédoncule particulier, qui porte à ſa naiſſance deux petites écailles velues.
La fleur eſt ſemblable à celle de l'arbre précédent, mais elle eſt de couleur jaune. Le fruit eſt auſſi une baie verdâtre qui renferme trois noyaux anguleux, raboteux à leur face externe, qui contiennent chacun une amande. On a repréſenté un rameau de grandeur naturelle.
Cet arbre eſt pareillement nommé MOUREILA par les Galibis.
II croît dans la Guiane ſur la montagne Serpent.
II étoit en fleur & en fruit dans le mois de Septembre. »

— Fusée-Aublet, 1775.

« 3. MALPIGHIA (Moureila) foliis ovatis, ſubtùs tomentoſis; floribus luteis, ſpicatis. (TABULA 183.)

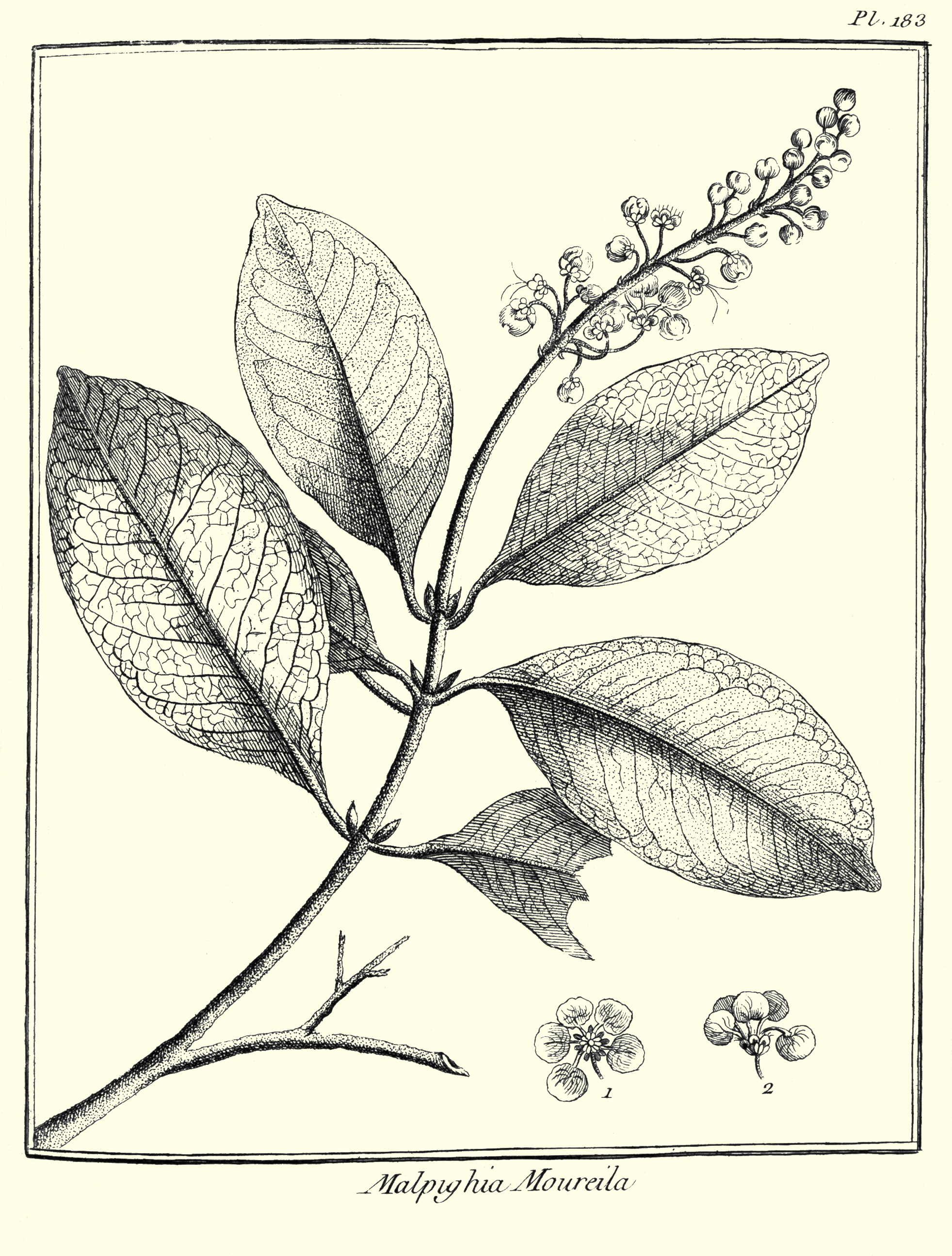
Byrsonima crassifolia par Aublet (1775)
Planche 183 : Les fleurs ſont représentées de grandeur naturelle. - 1. Corolle. Calice. Glandes. - 2. fleur ouverte. Étamines. Ovaire.

Arbor trunco viginti-pedali, ad ſummitatem ramoſo ; ramis hinc & indè ſparſis ; ramulis folioſis. Folia oppoſita, ovata, rigida, integerrima, brevi petiolata, ſupernè viridia, & conſperſa pilis urtinque acutis, declinatis, media fui parte arfixis ; infernè tomentoſa, cinerea. Stipule binæ, oppoſitæ, ad baſim linguli petioli. Flores in ſpicam longam terminalem diſpoſiti. Corolla lutea. Fructus ; bacca globoſa, villoſa, ſubviridis, unilocularis. Semina tria, angulata, extus convexa, rugoſa.
Floret variis anni temporibus.
Habitat Caïennæ & Guianæ in pratis.
Nomen Caribæum MOUREILA.

LE MOUREILLER des ſavanes. (PLANCHE 183.)
Le tronc de cet arbre s'élève de quinze à vingt pieds, ſur environ un pied de diamètre ; ſon écorce eſt rouſſâtre, ridée & gerſée. Il pouſſe à ſon ſommet pluſieurs branches droites, & d'autres inclinées qui ſont chargées de feuilles oppoſées, vertes en deſſus, & couvertes de petits poils roides, couchés, & aigus par les deux bouts, & arrêtés par leur partie moyenne. Le duvet, qui couvre les feuilles en deſſous, eſt cendré. Elles ſont ovales, entières & aiguës. Leur pédicule eſt court, accompagne de deux stipules oppoſés. Les plus grandes feuilles ont quatre pouces & plus de longueur, ſur environ deux pouces & demi de largeur. 
Les fleurs naiſſent ſur de longs épis à l'extrémité des rameaux. Elles ſont jaunes, & de même ſtructure que les précédentes. 
Le fruit eſt une baie verdâtre, velue, elle contient trois noyaux anguleux, & raboteux a leur face extérieure. 
Les fleurs ſont représentées de grandeur naturelle. 
Cet arbre eſt auſſi nommé MOUREILA par les Galibis. On le trouvé dans les ſavanes de Caïenne & de la Guiane. Quelques habitans emploient l'on écorce en infuſion pour arrêter les dévoiements. On prétend même qu'elle eſt fébrifuge. »

— Fusée-Aublet, 1775.

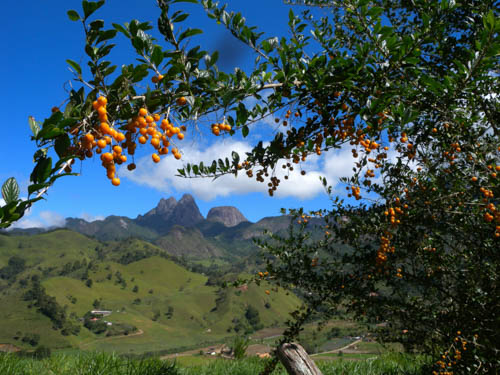
Pied de Byrsonima crassifolia dans le Parque Estadual dos Três Picos
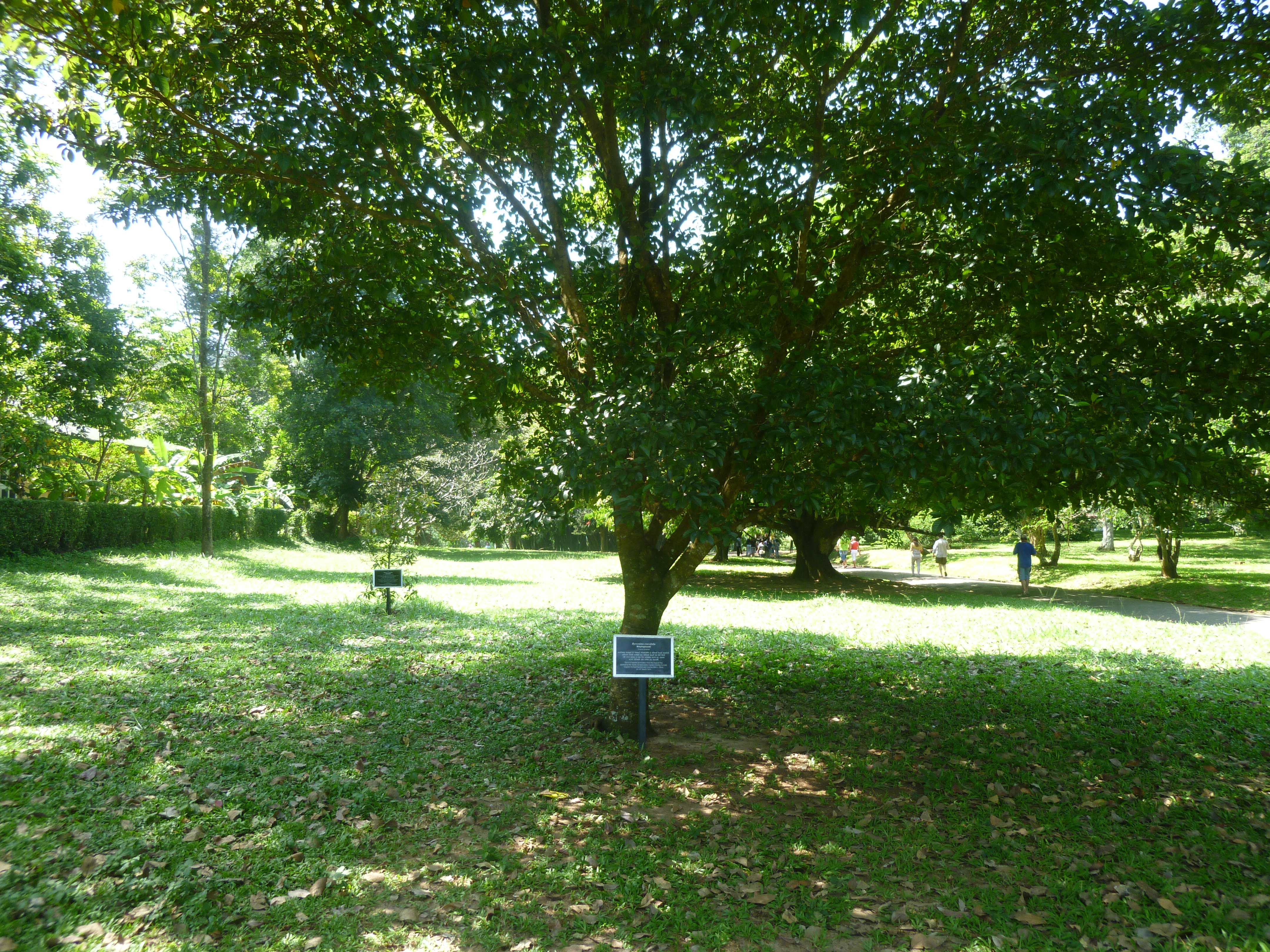
Pied de Byrsonima crassifolia cultivé au Royal Botanical Gardens Peradeniya (Sri Lanka)
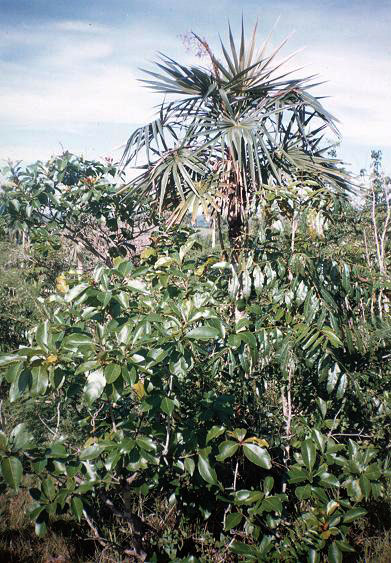
Pied de Byrsonima crassifolia au dans l'aire protégée de Cubanacan (Santa Clara, Cuba)
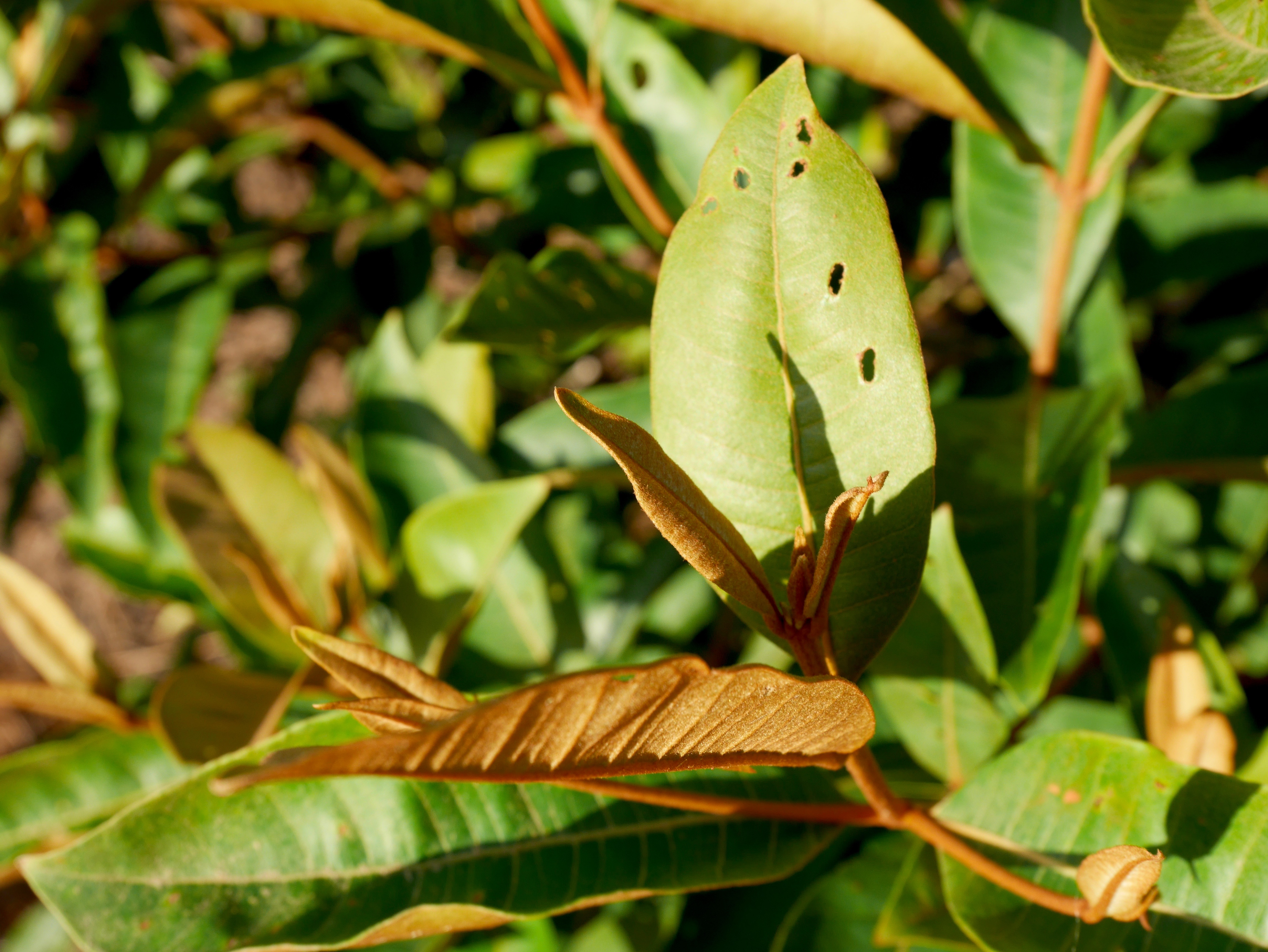
Jeunes feuilles de Byrsonima crassifolia
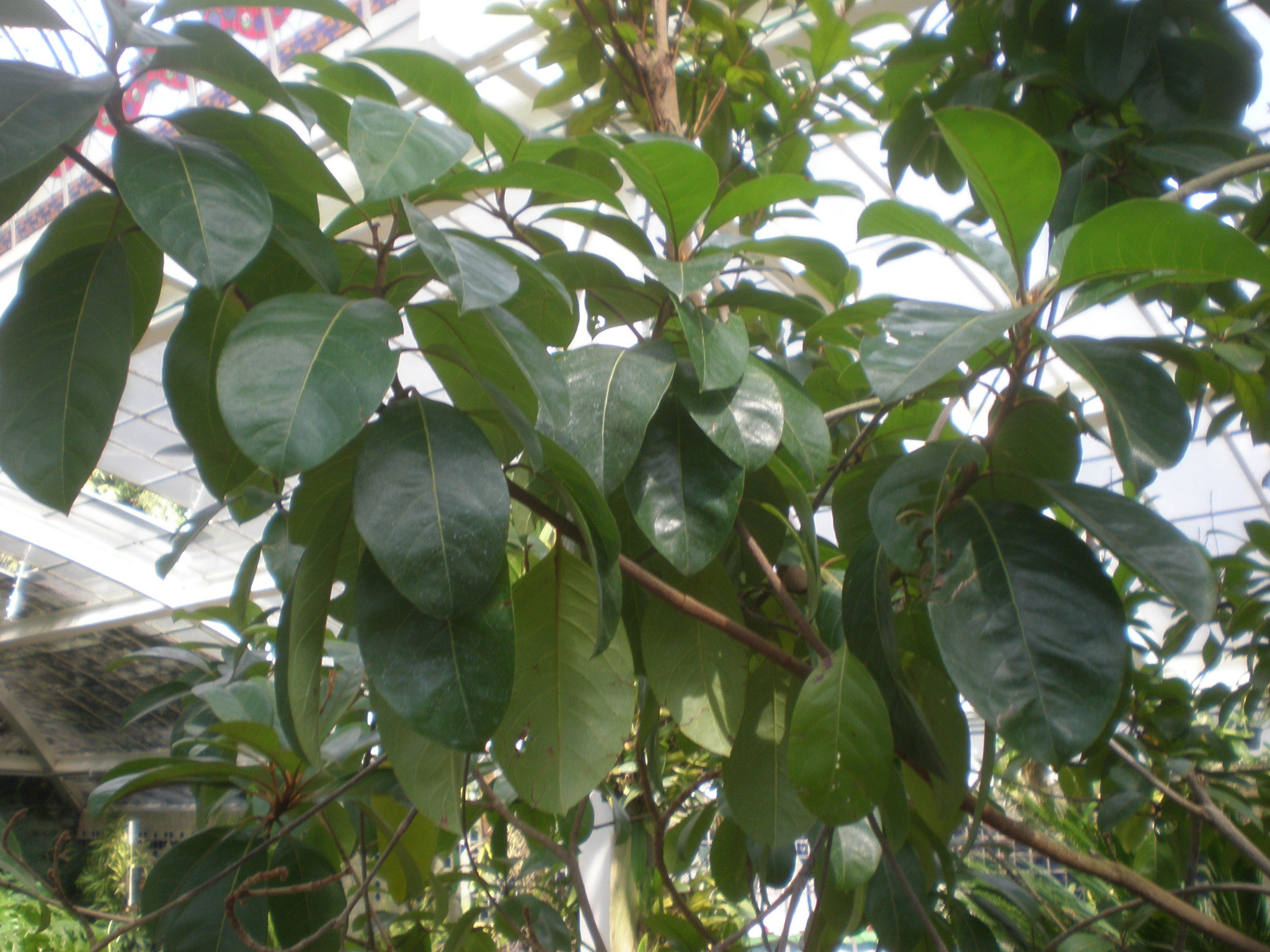
Feuillage de Byrsonima crassifolia au jardin botanique du Bosque de Chapultepec (Mexico)
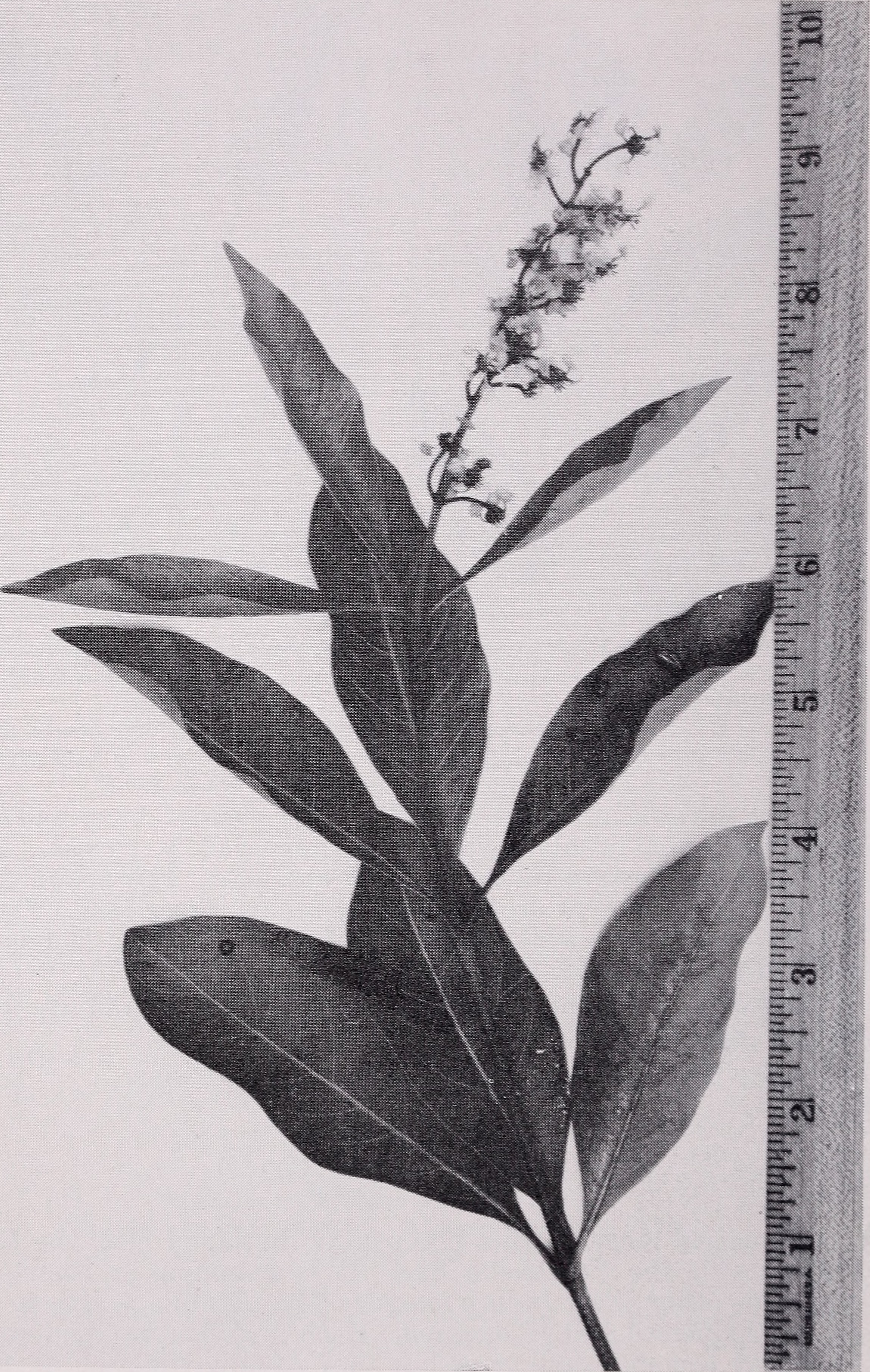
Photo de l'inflorescence de Byrsonima crassifolia (1951)
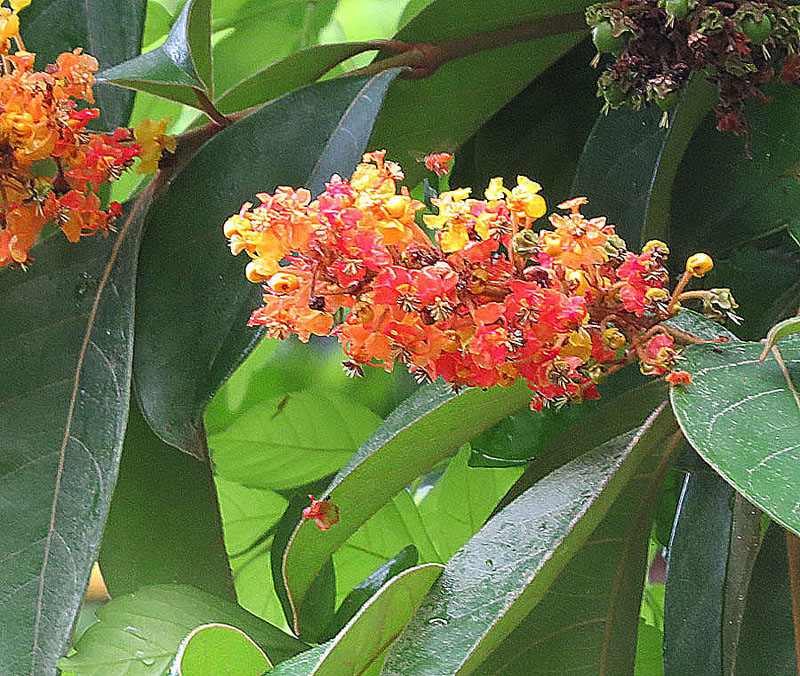
Inflorescence de Byrsonima crassifolia sur l'île de Barro Colorado, (Panama)
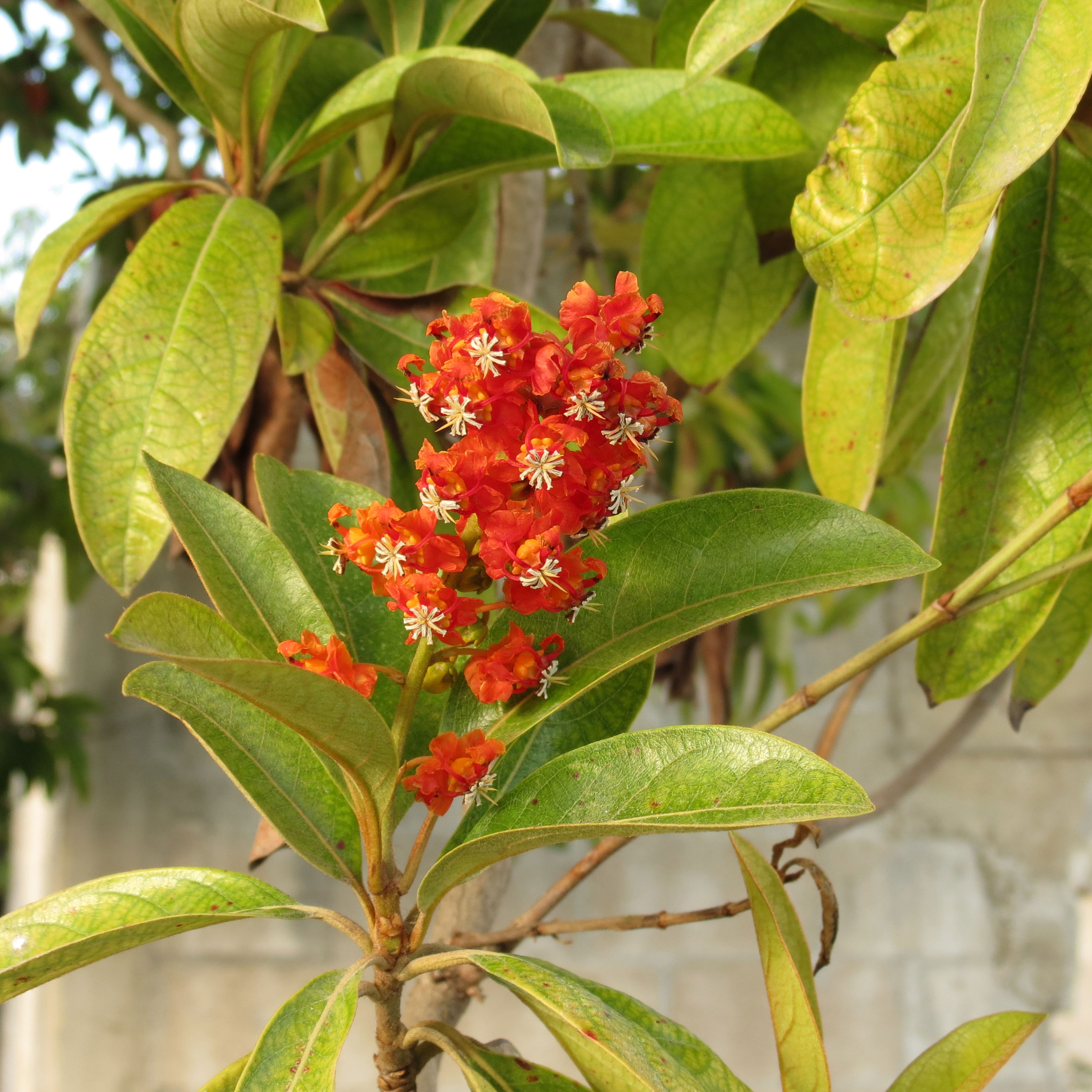
Inflorescence de Byrsonima crassifolia à Mérida (Yucatán, Mexique)
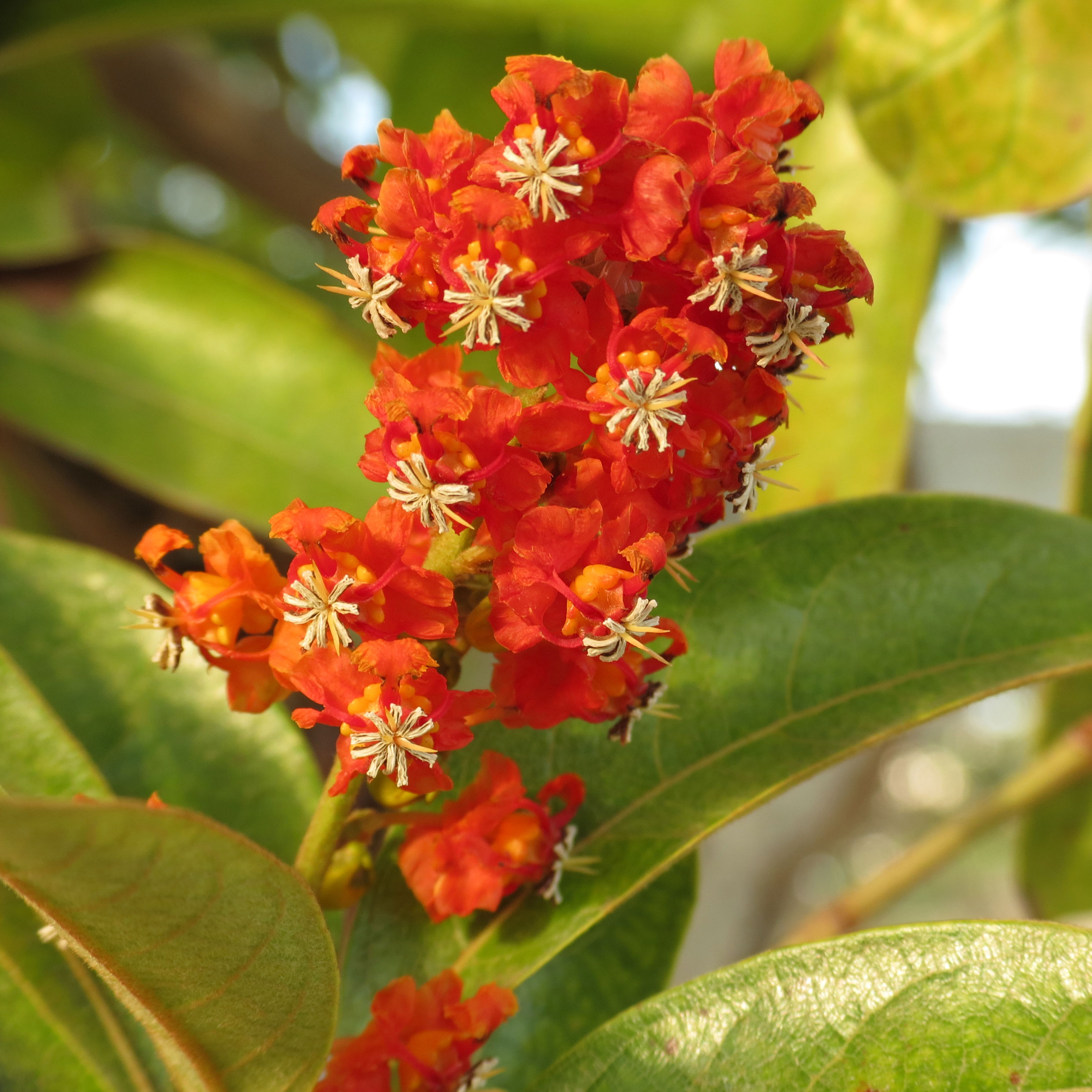
Fleurs de Byrsonima crassifolia à Mérida (Yucatán, Mexique)
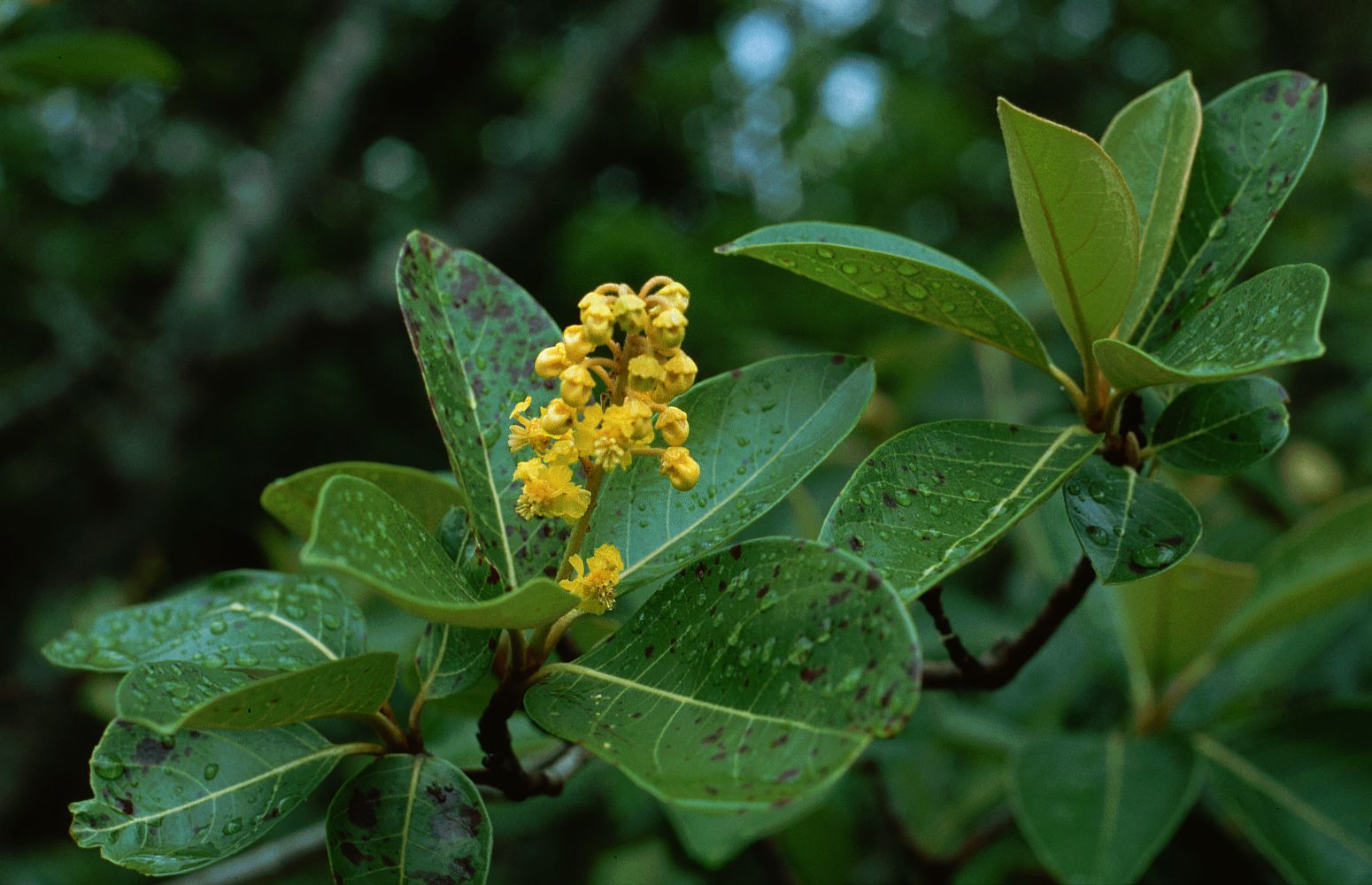
Inflorescence de Byrsonima crassifolia
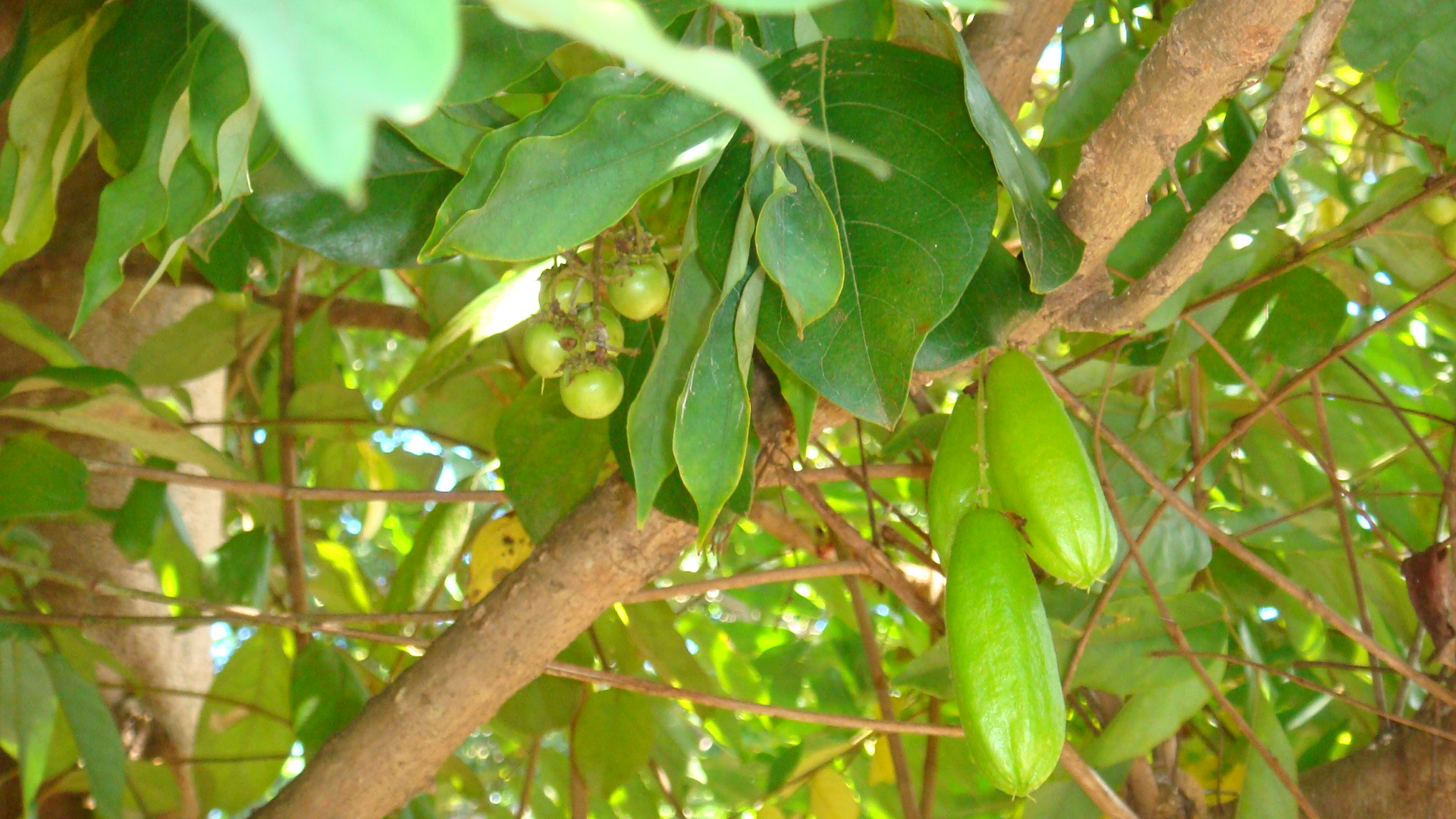
Jeune infrutescence de Byrsonima crassifolia (et de Averrhoa bilimbi) à Puerto El Diamante (près de Granada, Nicaragua)
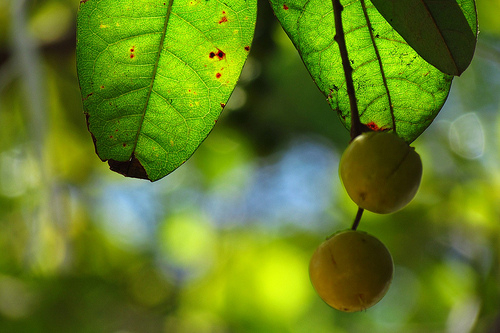
Fruits de Byrsonima crassifolia
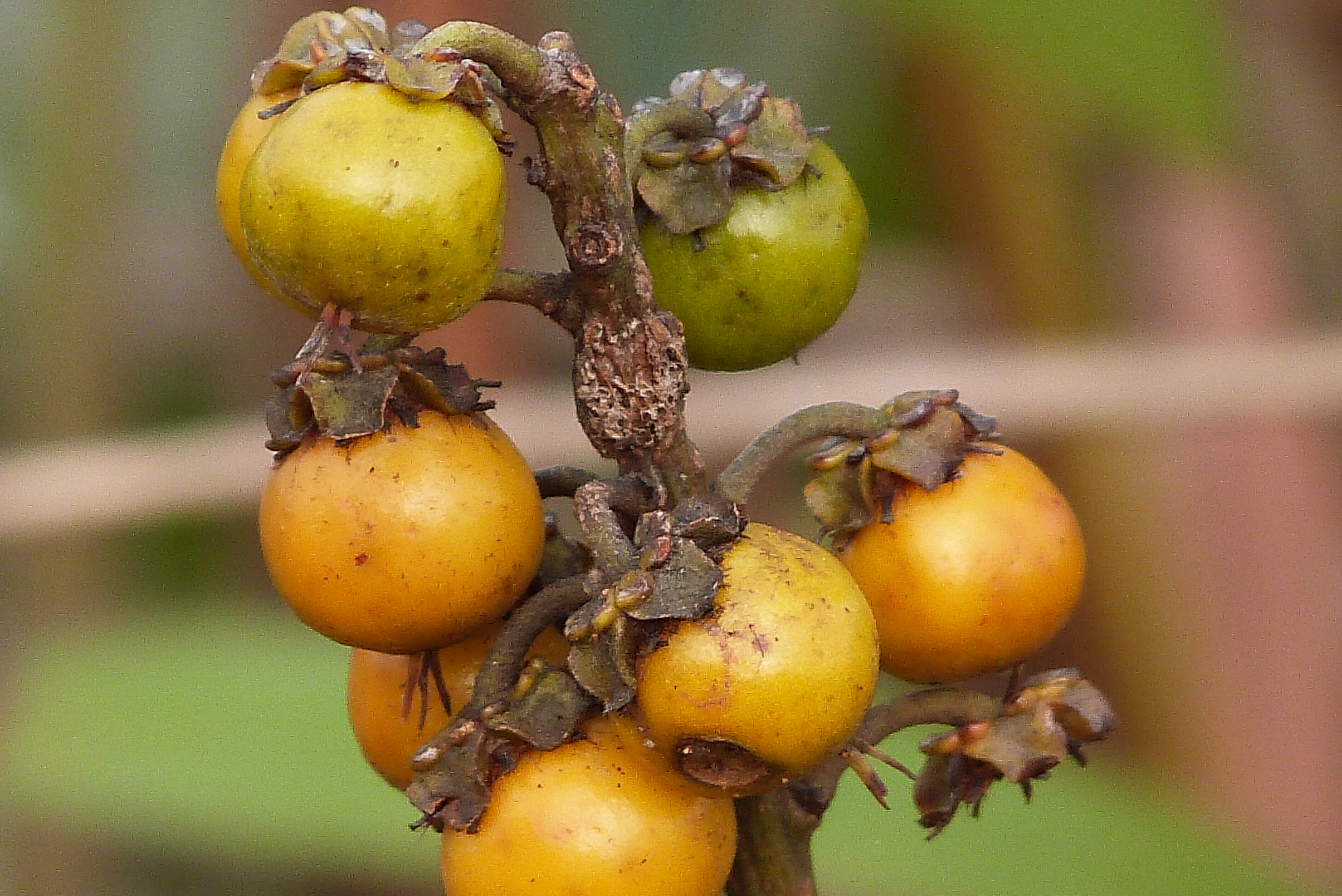
Infrutescence de Byrsonima crassifolia au Parque Estadual do Juqueri - SP
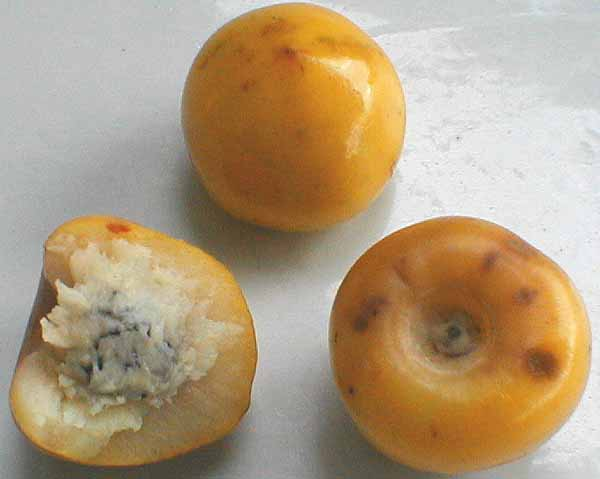
Fruit de Byrsonima crassifolia